# Варан на Розенберг
Варанът на Розенберг (Varanus rosenbergi) е вид влечуго от семейство Варанови (Varanidae). Видът не е застрашен от изчезване.

## Разпространение и местообитание
Разпространен е в Австралия (Австралийска столична територия, Виктория, Западна Австралия, Нов Южен Уелс и Южна Австралия).
Обитава гористи местности, пустинни области, крайбрежия и плажове. Среща се на надморска височина от 268,1 до 786,1 m.